# За по-малко от 30 минути
„За по-малко от 30 минути“ (на английски: 30 Minutes or Less) е американска екшън комедия от 2011 г. на режисьора Рубен Флайшър, с участието на Джеси Айзенбърг, Дани Макбрайд, Азис Ансари и Ник Суордсън. Продуциран от „Кълъмбия Пикчърс“ и „Медия Райтс Капитал“, премиерата на филма е на 12 август 2011 г., получава смесени отзиви от критиката, и печели 40 млн. долара при бюджет от 28 млн. долара.